# Pierre-Firmin Bédat
 (août 2014).
Si vous disposez d'ouvrages ou d'articles de référence ou si vous connaissez des sites web de qualité traitant du thème abordé ici, merci de compléter l'article en donnant les références utiles à sa vérifiabilité et en les liant à la section « Notes et références ».
Pour les autres membres de la famille, voir Famille Bédat.
Pour les articles homonymes, voir Bédat.
Pierre-Firmin-César-Auguste Bédat est un militaire français, né le 11 mars 1774 à Bayonne et mort le 18 juin 1851 à Paris. 
Chef d'escadron et colonel des troupes de Napoléon, il fut anobli par Napoléon Ier et élevé au titre de baron d'Empire le 9 mars 1810. Il fut aussi donataire en Westphalie et nommé chevalier de la Légion d'honneur. 
Pierre Bédat eut deux enfants : Adèle (née en 1796) et Pierre-Marie-Adolphe (né en 1800).

## Décorations
- Chevalier de la Légion d'honneur en 1806
- Officier de la Légion d'honneur en 1820[2]